# Саломо Н'Туве
Саломо Н'Туве (швед. Salomo Ntuve; 20 листопада 1988, Кондоа, Танзанія) — шведський боксер танзанійського походження, призер чемпіонату Європи серед аматорів.

## Аматорська кар'єра
Саломо Н'Туве - син африканських іммігрантів.
2007 та 2008 року став чемпіоном Швеції.
На чемпіонаті Європи 2008 в категорії до 51 кг завоював срібну медаль.
- В 1/8 фіналу переміг Конора Ахерна (Ірландія) — DQ 4
- У чвертьфіналі переміг Бато-Мунко Ванкеєва (Білорусь) — 6-5
- У півфіналі переміг Олександра Ришкана (Молдова) — 5-0
- У фіналі програв Георгію Чигаєву (Україна) — 0-5

На чемпіонаті світу 2009 програв в першому бою.
На чемпіонаті Європи 2010 в категорії до 54 кг в першому бою переміг В'ячеслава Гожана (Молдова) — 9-3, а у другому програв Георгію Чигаєву (Україна) — 1-4.
На чемпіонаті Європи 2011 в категорії до 52 кг програв у першому бою.
На чемпіонаті світу 2011 переміг Пйотра Гуделя (Польща) та Ронні Бебліка (Німеччина), а у 1/8 фіналу програв Жасурбеку Латіпову (Казахстан) — 7-10.
Кваліфікувався на Олімпійські ігри 2012, але на Олімпіаді програв у першому бою Ільясу Сулейменову (Казахстан) — 8-13.